# Satoko Tanaka

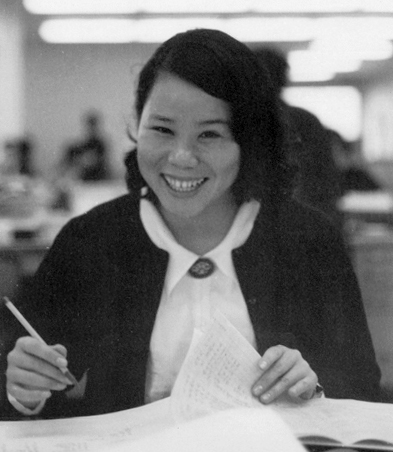
Satoko Tanaka (1960)

Satoko Tanaka (japanisch 田中聡子; geboren am 3. Februar 1942 in Sasebo) ist eine ehemalige japanische Schwimmerin, die eine olympische Bronzemedaille und vier Goldmedaillen bei Asienspielen gewann.

## Leben und Wirken
Satoko Tanaka litt als Kind unter Bronchitis und Beriberi. 1958 gelang ihr der erste große internationale Erfolg, als sie bei den Asienspielen den Titel im 100-Meter-Rückenschwimmen gewann. Von Juli 1959 bis September 1964 hielt sie mit acht Tagen Unterbrechung den Weltrekord über 200 Meter Rücken, den sie in dieser Zeit zehnmal verbesserte. Daneben schwamm sie auch Weltrekorde auf den Yard-Distanzen.
Bei internationalen Meisterschaften wurde in den frühen 1960er Jahren nur das 100-Meter-Rückenschwimmen ausgetragen, so dass Tanaka auf ihrer besten Strecke keine Erfolge außerhalb Japans erreichte. Bei den Olympischen Spielen 1960 in Rom erreichte Tanaka das Finale über 100 Meter Brust in der drittbesten Zeit. Im Finale gewann Lynn Burke aus den Vereinigten Staaten vor der Britin Natalie Steward und Satoko Tanaka. 1960 in Rom stand erstmals die 4-mal-100-Meter-Lagenstaffel auf dem olympischen Programm, die japanische Staffel mit Satoko Tanaka, Yoshiko Takamatsu, Shizue Miyabe und Yoshiko Sato belegte unter zwölf teilnehmenden Staffeln den siebten Platz.
1962 siegte Satoko Tanaka bei den Asienspielen in Jakarta sowohl über 100 Meter Brust als auch mit der Lagenstaffel. 1964 war Tokio Austragungsort der Olympischen Sommerspiele. Über 100 Meter Brust erreichte Tanaka mit der sechstschnellsten Zeit das Finale. Im Endlauf belegte sie den vierten Platz mit 0,6 Sekunden Rückstand auf die Drittplatzierte. Die japanische Lagenstaffel mit Satoko Tanaka, Noriko Yamamoto, Eiko Takahashi und Michiko Kihara erreichte ebenfalls den vierten Platz, Kihara schlug 2,8 Sekunden nach der drittplatzierten Staffel aus der Sowjetunion an. 1966 gewann Tanaka zum dritten Mal in Folge den Titel über 100 Meter Rücken bei den Asienspielen.
Satoko Tanaka war später als Schwimmtrainerin in einer Stahlfirma tätig. Daneben entwickelte sie ein spezielles Schwimmprogramm für Asthmakranke. 1991 wurde sie in die International Swimming Hall of Fame aufgenommen.